# 王国健
王国健（1949年12月—），安徽黄山人，中华人民共和国教育工作者，曾任华南师范大学党委书记、校长。

## 生平
1968年毕业于芜湖市第一中学，后下乡插队、在工厂当工人。1977年恢复高考考取安徽师范大学中文系，1982年毕业获学士学位。1986年于华南师范大学获文学硕士学位并留校工作。曾任华南师范大学科研处副处长、“211工程”办公室主任、校长助理。1997年5月，任华南师范大学党委常委、副校长。2004年3月，任华南师范大学党委副书记、校长。2008年任华南师范大学党委书记，退休后曾担任广东科技学院院长。